# Mon chien Stupide
Mon chien Stupide (titre original : My Dog Stupid) est un des deux romans de John Fante paru en 1985, deux ans après la mort de l'auteur. Avec le roman L'Orgie (également publié séparément en français suivi du roman court 1933 fut une mauvaise année), ils composent le recueil West of Rome. Une première version de ce roman est parue dans une édition privée dès 1982[réf. nécessaire].
La traduction française est parue en 1987.

## Résumé
L'irruption d'un chien au comportement imprévisible - ses nouveaux propriétaires l'appelleront Stupide - dans la vie d'un romancier quinquagénaire, Henry J. Molise, et de sa famille au bord du Pacifique. Le comique y côtoie le tragique. Le souvenir d'un autre chien, Rocco, hante aussi le narrateur. C'est le moment de commencer l'amer bilan de sa vie.

## Adaptation cinématographique
- 2019 : Mon chien Stupide, film français réalisé par Yvan Attal, avec Charlotte Gainsbourg.